# Rustavi International Motorpark
Der Rustavi International Motorpark ist eine Motorsport-Rennstrecke am Rande der georgischen Stadt Rustawi. Sie liegt etwa 20 km von der Hauptstadt Tiflis entfernt und gilt als erste professionelle Rennstrecke in der Kaukasus-Region.

## Geschichte
Die Rennstrecke „Rustavi“ ist die letzte in der Sowjetunion gebaute Rennstrecke. Eröffnet im Jahr 1978 hatte sie eine Länge von 4040 Metern und eine Breite zwischen 12 und 18 Metern. Zum Rennstreckenkomplex gehörten eine Kartbahn, eine Autocross- und eine Motorradstrecke sowie eine nichtüberdachte Tribüne für etwa 800 Zuschauer; eine Werkstatt und ein Hotel befanden sich in unmittelbarer Nähe. Die ersten Rennen fanden im Jahr 1979 statt. Zwischen 1979 und 1989 wurden dort insgesamt 11 UdSSR-Meisterschaftsläufe ausgetragen. Nach dem Zerfall der Sowjetunion geriet die Strecke für gewisse Zeit in Vergessenheit und der gealterte und beschädigte Streckenbelag wurde unbefahrbar.
Im Jahr 2009 wurde die Strecke im Rahmen einer staatlichen Versteigerung vom Privatunternehmen Stromos erworben und 2011–2012 entsprechend FIA-Regeln wiederaufgebaut. Im April 2011 besuchte FIA-Präsident Jean Todt die Baustelle, um den Wiederaufbau zu begutachten.
Am 29. April 2012 fand die offizielle Eröffnung statt, an der auch der georgische Präsident Micheil Saakaschwili teilnahm, der sich dabei persönlich hinter das Steuer eines Formel-3 -Boliden setzte.

## Wiederaufbau

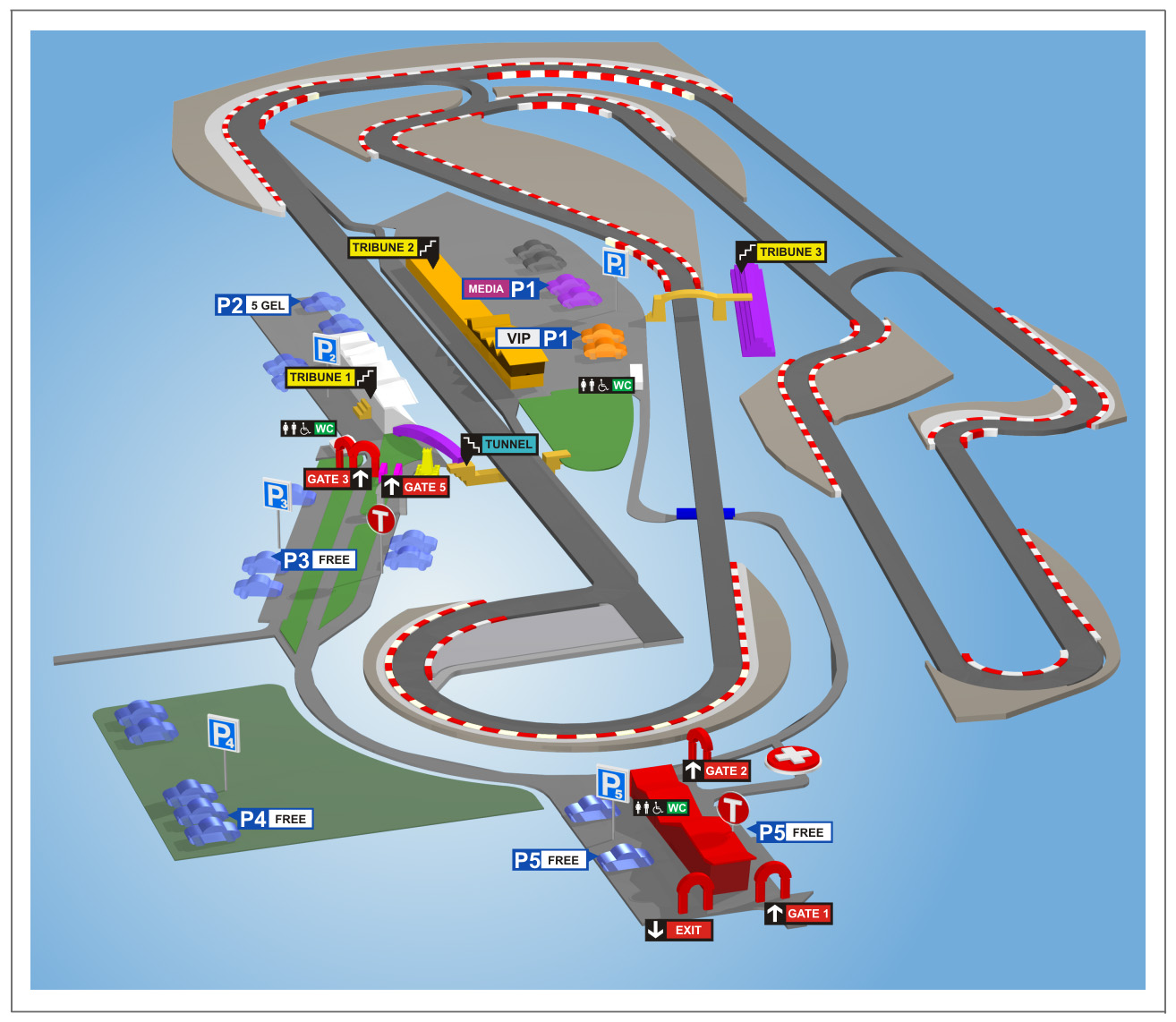
Rustavi International Motorpark

Die Rennstrecke wurde vollständig rekonstruiert, allerdings mit vielen Kurvenveränderungen. Es fand ein erheblicher Landschaftsumbau statt, circa 250.000 m3 Boden wurde während der Umbauarbeiten bewegt. Erbaut wurden zwei Tribünen – eine überdachte für 2000 Zuschauer und eine offene mit 3000 Stehplätzen. Die Boxengasse beinhaltet 28 nach FIA-Standards gebaute Boxen. Im zweiten Stock über den Boxen befindet sich eine zusätzliche Zuschauertribüne sowie Büros, ein Konferenzraum und ein Restaurant für circa 200 Gäste. Darüber befindet sich ein Rennleitungsturm.
Die Start-/Zielgerade wurde auf eine 1/2 Meile verlängert und kann als Dragsterrennstrecke genutzt werden.

## Sicherheit
Nach dem Wiederaufbau erfüllt die Rennstrecke alle sicherheitstechnischen Anforderungen der FIA-(Rennstrecken)-Kategorie 2, die Rennen fast aller Meisterschaften erlaubt, inklusive GP2.

## Ereignisse und Veranstaltungen
Im Jahr 2012 fanden auf der Rennstrecke eine Reihe von Motorsport-Veranstaltungen statt, einschließlich Rennen der Offenen Georgischen Formel-Alfa-Meisterschaft und der Legends Cars, Beschleunigungsrennen, Driftrennen und viele andere. Die Eintrittspreise liegen im Durchschnitt bei circa 3 Euro, die Tickets können direkt vor Ort erstanden werden. Die Fernsehberichterstattung erfolgt durch den Öffentlichen Rundfunk Georgiens. Seit 14. Juli 2012 können bei einem einheimischen Anbieter Wetten für die Klassen Formel Alfa und Legends abgegeben werden.

## Teams
Die Rennstrecke dient als Basis für zahlreiche neu gegründete Rennteams wie Gulf Racing, Liberty Bank Racing, MIA Force, Adjara, VTB Bank und GPB.

## Streckendaten
| Kenngröße                                                        | Daten                       |
| ---------------------------------------------------------------- | --------------------------- |
| Länge                                                            | 4,140 km                    |
| Minimale Breite                                                  | 12,5 m                      |
| Maximale Breite                                                  | 18,5 m                      |
| Länge der Start-/Zielgerade                                      | 667 m                       |
| Fahrtrichtung                                                    | gegen den Uhrzeigersinn     |
| Maximale Steigung                                                | 3,16 %                      |
| Maximales Gefälle                                                | 2,5 %                       |
| Minimale Neigung                                                 | 1,75 %                      |
| Maximale Neigung                                                 | 8 %                         |
| Kurven                                                           | 7 links, 5 rechts           |
| Zuschauerkapazität nach dem ersten Bauabschnitt                  | 2000 Sitz-, 5000 Stehplätze |
| Anzahl der Boxen                                                 | 28                          |
| Boxengröße                                                       | 6 × 14 m                    |
| Geschätzte Höchstgeschwindigkeit eines GP2-Autos auf der Strecke | 282 km/h                    |

## Streckenkonfigurationen

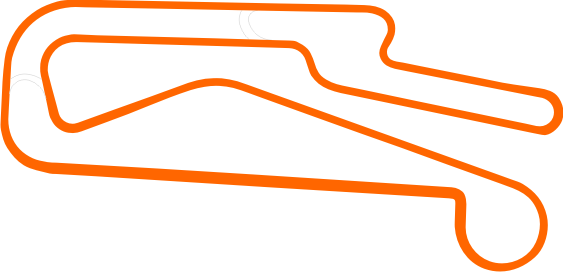
Konfiguration A – 4140 m
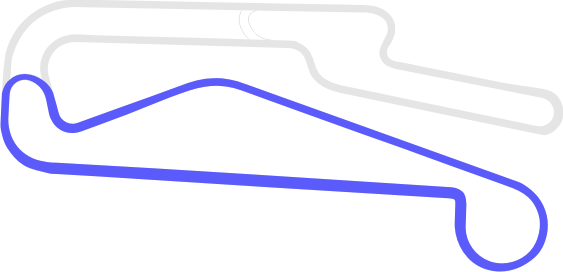
Konfiguration B – 2140 m
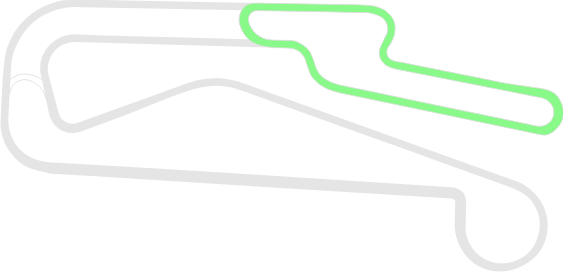
Konfiguration C – 1338 m